# برانسكومبي ريتشموند
برانسكومبي ريتشموند (بالإنجليزية: Branscombe Richmond)‏ هو ممثل أمريكي، ولد في 8 أغسطس 1955 بلوس أنجلوس في الولايات المتحدة.

## أعمال

### أفلام
- (1984) كانونبول رن 2
- (1985) كوماندو[4]
- (1989) رخصة للقتل[5][6]
- (1992) عودة الرجل الوطواط
- (2002) الملك العقرب[7][8][9]
- (2008) نسيان ساره مارشال[10]
- (2011) جست جو وذ إت[11]
- (2012)  الجزيرة الغامضة[12]
- (2016) مايك وديف يحتاجان مواعيد لحفل زفاف[13]
- (2016) موانا

### مسلسلات
- هاواي فايف أو

## وصلات خارجية
- برانسكومبي ريتشموند على موقع IMDb (الإنجليزية)
- برانسكومبي ريتشموند على موقع ألو سيني (الفرنسية)
- برانسكومبي ريتشموند على موقع أول موفي (الإنجليزية)
- برانسكومبي ريتشموند على موقع قاعدة بيانات الأفلام السويدية (السويدية)
- برانسكومبي ريتشموند على موقع إن إن دي بي (الإنجليزية)
- برانسكومبي ريتشموند على موقع ديسكوغز (الإنجليزية)
- برانسكومبي ريتشموند على موقع قاعدة بيانات الفيلم (الإنجليزية)
- برانسكومبي ريتشموند على موقع كينوبويسك (الروسية)